# Albert A. Michelson Medal
Die Albert A. Michelson Medal war ein Preis in Physik des Franklin Institute. Er ist nach Albert Abraham Michelson benannt, speziell wurden damit Leistungen auf den Gebieten bedacht, auf denen auch Michelson forschte (insbesondere Optik). Der Preis wurde von 1968 bis 1996 verliehen.

## Preisträger
- 1968 Dennis Gábor
- 1969 Harold Eugene Edgerton
- 1971 Martin Ryle
- 1972 Herbert Friedman
- 1973 Jocelyn Bell Burnell, Antony Hewish
- 1974 Peter Sorokin
- 1975 Irwin I. Shapiro
- 1977 Albert Crewe
- 1979 Richard George Brewer
- 1980 Emil Wolf
- 1981 Hermann Haken
- 1982 Robert Hanbury Brown, Richard Twiss (Intensitätsinterferometer)
- 1983 Hyatt M. Gibbs
- 1985 Roy Jay Glauber
- 1986 Theodor Hänsch
- 1987 Rodolfo Bonifacio, Luigi Lugiato (u. a. optische Bistabilitätseffekte)
- 1990 H. Jeff Kimble
- 1992 John W. Hardy (Aktive Optik, Adaptive Optik)
- 1993 Serge Haroche, Herbert Walther
- 1996 William Daniel Phillips